# Miss Italia 1950
Miss Italia 1950 si svolse per la prima volta a Salsomaggiore Terme, in un'unica serata il 3 settembre 1950. Per la prima volta l'evento viene trasmesso in Radio. Vinse la sedicenne Anna Maria Bugliari e Sophia Loren, classificatasi quarta, vinse il titolo di Miss Eleganza, creato per l'occasione. L'organizzazione fu diretta da Dino Villani.

## Risultati
| Risultato finale        | Concorrente                                                       |
| ----------------------- | ----------------------------------------------------------------- |
| Miss Italia 1950        | - – Anna Maria Bugliari (Miss Campania)                           |
| 2ª classificata         | - – Anna Maria Rossi (Miss Lazio)                                 |
| Miss Sorriso            | - – Anna Maria Rossi (Miss Lazio)                                 |
| Miss Cinematografo      | - – Liliana Cardinale (rappresentante di un settimanale milanese) |
| Reginetta dell'eleganza | - – Sofia Scicolone (sirena dell'Adriatico)                       |

## Altre concorrenti
- Giovanna Ralli (Miss Sorriso Lazio)
- Tina Casella (da Ancona)